# 新幹線E955形電車
新幹線E955形電車（しんかんせんE955けいでんしゃ）は、2006年3月に落成した東日本旅客鉄道（JR東日本）の新幹線直行特急用高速試験電車である。
愛称は「FASTECH 360 Z」（ファステック 360 ゼット）。「FASTECH 360」シリーズの第2編成であり、末尾は在来線のローマ字表記「Zairaisen」の頭文字から取っている。

## 概要
|                  | ← 東京・秋田大曲 → |                                 |             |             |                                            |              |
| 号車             | 11                 | 12                              | 13          | 14          | 15                                         | 16           |
| 形式             | E955形 (M2c)       | E955形 (M1s)                    | E955形 (M1) | E955形 (M1) | E955形 (M1)                                | E955形 (M2c) |
| S10編成 車両番号 | 1                  | 2                               | 3           | 4           | 5                                          | 6            |
| 機器配置         | MTr,APU,CP         | CI                              | CI,CP       | CI          | CI                                         | MTr,APU,CP   |
| 座席             | 普通車             | グリーン車                      | 普通車      | 普通車      | 普通車                                     | 普通車       |
| 定員             |                    | 25                              | 71          |             |                                            |              |
| 車内設備         | （測定室）         | 車椅子席,WC 多目的室 車販準備室 | 車椅子席    | （測定室）  | （測定室） WC,喫煙室 ミーティング スペース | （測定室）   |
| ユニット         | 1ユニット          | 1ユニット                       | 1ユニット   | 2ユニット   | 2ユニット                                  | 2ユニット    |

凡例
- MTr：主変圧器、CI：主変換装置、APU：補助電源装置、CP：空気圧縮機
- 2006年8月に編成の方向転換を実施。それ以前は、車両番号と号車番号が逆であった[3]。
- 製造はE955-2・3が日立製作所、それ以外は川崎重工業。

## 車両概観
アルミニウム合金を使用したダブルスキン構造である。在来線区間である山形新幹線・秋田新幹線での走行（新在直通）を考慮した車両であるため、E954形より一回り小さい。車高をE954形と同等の3,650 mmまで下げるため、空調機器は床下に搭載される。
E955-1からE955-6までの6両編成で、先頭車は両方ともE954-8と同じ「アローライン」形状だが、先端部分の長さがE955-1は13mなのに対し、E955-6は16mになっている。これは長さによるトンネル微気圧波の影響を検証する目的で与えられた差である。また11号車は最初から増解結が可能な仕様になっているが、16号車はその準備工事が施されただけの状態であった。
E954形とやや形状は違うが、やはり猫耳に似た形の空気抵抗増加装置（空力ブレーキ）をE955-4以外の各車両に1列2枚ずつ搭載している。

## 走行機器
架線からの単相交流20/25kVを主変圧器で降圧した上で、主変換装置で直流に整流、その後三相交流に変換して主電動機を制御するVVVFインバータ制御方式である。

### 電源・制御機器
全車が電動車（両先頭車については編成中央よりの台車のみ電動）である。
電動車は3両でユニットを組むため、E954形のように先頭車だけの入れ替えは不可能である。各ユニットの力行・回生ブレーキ特性は同一である。
第1ユニット（1・2・3号車）
主変圧器は強制風冷式を採用した。主変換装置には冷却効率の高い走行風冷水冷却方式を採用し、電動送風機の省略による装置の小型化を図っている。主電動機はかご形三相誘導電動機MT937（定格出力370kW×10）である。
第2ユニット（4・5・6号車）
主変圧器は強制風冷式を採用した。主変換装置には強制風冷沸騰冷却方式を採用する。主電動機は自己通風式永久磁石同期電動機MT939（定格出力355kW×10）であり、高効率・軽量化を図る。

### 台車
高速でカーブを通過すると、車両外側に向かって働く遠心力が増加する。それを乗客に感じさせないために車体傾斜装置を搭載したボルスタレス台車を採用する。振り子式とは異なり、空気ばねによる車体傾斜となっている。高速走行での安定性を重視したため、過去の新在直通車両用台車から軸距を2,500mm、台車中心間距離を14,700mmまで拡大した。在来線区間走行時の横圧軽減と新幹線区間の高速安定性とを両立させるため、ヨーダンパの減衰力を切替えることができるようにしている。
E954形と同様に軸箱支持方式が異なった台車が各車両に搭載される。1・2・5・6号車は軸ばり方式（TR9009（先頭部側）・DT9040（車端部側）・DT9040A・DT9042A・DT9040A（車端部側）・TR9009A（先頭部側））、3～4号車は支持板方式（DT9041・DT9042）である。

### 集電装置
集電装置は、在来線区間での走行に対応するため、「くの字」型のシングルアームパンタグラフが採用された。E954形のPS9037をベースに、碍子の配置を見直したPS9037A(E955-5)とPS9037B(E955-2)が搭載される。
遮音板は、在来線の車両限界に対応するよう、車体内に自動格納される構造になっていた。車内の遮音板格納部分はトイレや洗面所等のサニタリースペースとされていた。当初は側面から見た形状が長方形だったが、後に走行テストや風洞実験などの結果を踏まえ、30度の傾斜角を持たせた台形のものに交換され、更に試験末期にはE6系で採用された固定式の小型遮音板を可動式遮音板と併用する形で装備した。
後に、それぞれ形状の異なる新型集電装置が搭載されている。架線へ柔軟に追随するために開発された、すり板を10分割したうえでおのおのをシリコンゴム板上に配置、ばねで支える多分割すり板付舟体である。

## 設備
車内は1号車・4～6号車に計測機器が搭載され、E955-2はグリーン車、E955-3は普通車であり、
2号車には車販準備室、多目的室、サニタリースペース、4号車には搭載品室や自販機スペース、5号車には車椅子対応型サニタリースペース、ミーティングスペース(ビュッフェ的な区画で流し台＆冷蔵ケーススペースあり)、電話室、喫煙室が設けられていた。

## 経歴
東北新幹線仙台駅 - 北上駅間、秋田新幹線盛岡駅 - 秋田駅間などでの走行試験の他、E954形との連結走行や高速すれ違いなどの試験が行われた。2006年度は暖冬のため、予定されていた秋田新幹線区間での耐雪試験を消化できなかった。
2008年夏に空気抵抗増加装置を撤去した。
2008年10月に当初予定されていたテストを終了し、新幹線総合車両センターに留置された後、同年12月12日付で廃車された。

## 営業用車両へのフィードバック
JR東日本は2013年（2012年度末）に秋田新幹線用の新型車両（E6系）を導入し、盛岡以南で東北新幹線用の新型車両であるE5系と併結して最高速度300km/hで営業運転している。
また、2014年（2013年度末）からは最高速度320km/hでの営業運転を開始した。